# Proteasoma

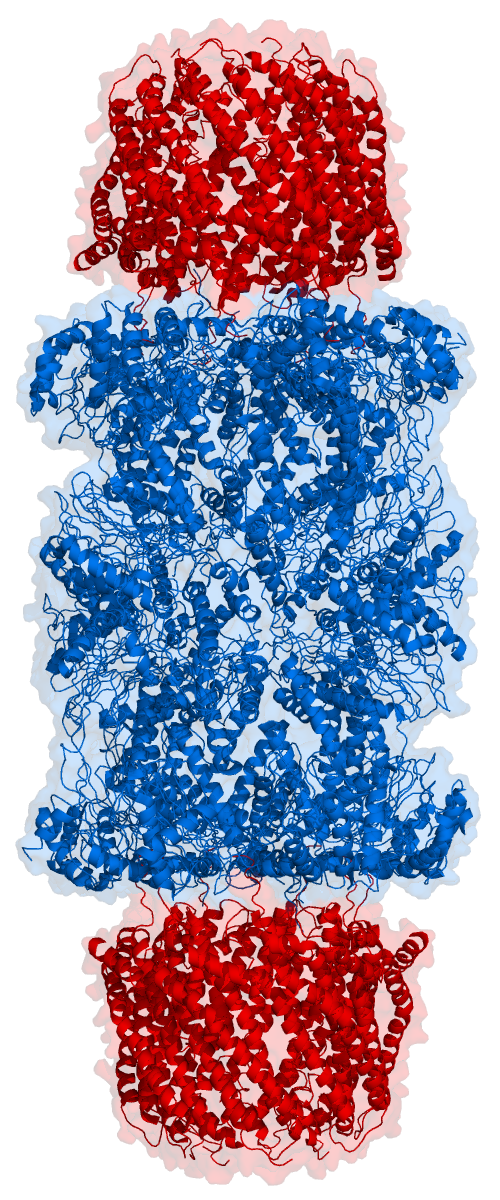
Dibuix representatiu d'un proteosoma. Les zones actives es troben dintre del tub blau. Els extrems vermells regulen l'entrada de la proteïna al tub, on serà degradada.

El proteasoma o proteosoma és un complex proteic gran present en totes les cèl·lules eucariotes i arqueus, així com en alguns eubacteris. En eucariotes, es troben al nucli i al citoplasma.
La principal funció del proteasoma és la degradació de proteïnes danyades o innecessàries per proteòlisi, una reacció química que trenca els enllaços peptídics. Els enzims que porten a terme aquestes reaccions s'anomenen proteases. Els proteasomes són el principal mecanisme pel qual les cèl·lules regulen la concentració de determinades proteïnes i degraden proteïnes que han perdut la seva estructura. El procés de degradació produeix pèptids d'entre set i vuit aminoàcids de llargària, que poden ser degradats posteriorment a aminoàcids i utilitzats per sintetitzar noves proteïnes.
Les proteïnes estan marcades amb una petita proteïna anomenada ubiquitina en un procés catalitzat per ligases d'ubiquitina. Un cop la proteïna ha estat marcada amb una molècula d'ubiquitina, altres ligases uneixen molècules addicionals d'ubiquitina. Els resultat és una cadena poliubiquitina unida al proteosoma, permetent-li la degradació de la proteïna.
Pel que fa a la seva estructura, el proteasoma té forma de barril i conté un "nucli" format per quatre anells al voltant d'un porus central. Cada anell està compost per set proteïnes individuals. Els dos anells interns estan constituïts per set subunitats β que contenen els zones actives amb activitat proteasa. Aquestes zones estan localitzades en la superfície interna dels anells, de forma que la proteïna diana ha d'entrar al porus central abans de ser degradada. Els dos anells externs contenen cadascun set subunitats α la funció de les quals és mantenir una "porta" a través de la qual les proteïnes puguin entrar dins el barril. Aquestes subunitats α estan controlades per la unió a partícules reguladores que reconeixen les cadenes poliubiquitina unides al substrat de la proteïna i inicien el procés de degradació. Aquest procés global d'ubiquitinització i degradació proteasòmica és conegut com a sistema ubiquitina-proteasoma.
La via de degradació proteasòmica és essencial per molts processos cel·lulars, incloent el cicle cel·lular, la regulació de l'expressió gènica i respostes a l'estrès oxidatiu. La importància de la degradació proteolítica a l'interior de les cèl·lules i el paper de l'ubiquitina en les vies proteolítiques descobert per Aaron Ciechanover, Avram Hershko i Irwin Rose fou premiat amb el Premi Nobel de Química del 2004.

## Descobriment
Abans del descobriment del sistema ubiquitina-proteasoma, es pensava que la degradació de proteïnes es portava a terme principalment en els lisosomes, orgànuls l'interior del qual és àcid, que estan replets de proteases que poden degradar i reciclar proteïnes exògenes i altres orgànuls danyats. No obstant això, un treball sobre la degradació d'una proteïna depenent d'ATP en reticulòcits, que no tenen lisosomes, insinuava que existia un segon sistema intracel·lular de degradació. El 1978 es va demostrar que aquest sistema comptava amb diverses cadenes distintes de proteïnes, un fet totalment nou quant a proteases en aquell temps. Posteriors treballs en la modificació d'histones, van portar a la sorpresiva identificació d'una modificació covalent de la proteïna histona per un enllaç ramificat entre un residu de lisina histònic i l'extrem N-terminal glicina, residu de la proteïna ubiquitina, que no tenia funció coneguda. En aquest moment es va descobrir que la proteïna ja identificada com factor proteic dependent d'ATP 1 (FPA 1), involucrada en la degradació proteica, era la ubiquitina.
La major part del treball que va dur al descobriment del sistema ubiquitina-proteasoma va ocórrer al final dels anys 70 i principis dels 80, a l'Institut Tecnològic Israel, al laboratori d'Avram Hershko, on Aaron Ciechanover treballava com estudiant graduat. Hershko va passar un any sabàtic al laboratori d'Irwin Rose, al Fox Chase Cancer Center de Filadèlfia, Estats Units, concebent les idees principals de la teoria. El rol de Rose en el descobriment també va ser decisiu. Els tres científics van compartir el Premi Nobel de Química del 2004 pel descobriment del sistema.
Encara que la microscòpia electrònica revelava els anells apilats del proteasoma a mitjans dels '80, la primera estructura del nucli proteasòmic no va ser resolta fins al 1994 per mitjà de la cristal·lografia de raigs X. Fins al 2006 cap estructura ha estat resolta quant a la unió del nucli i les zones reguladores.

## Estructura i organització

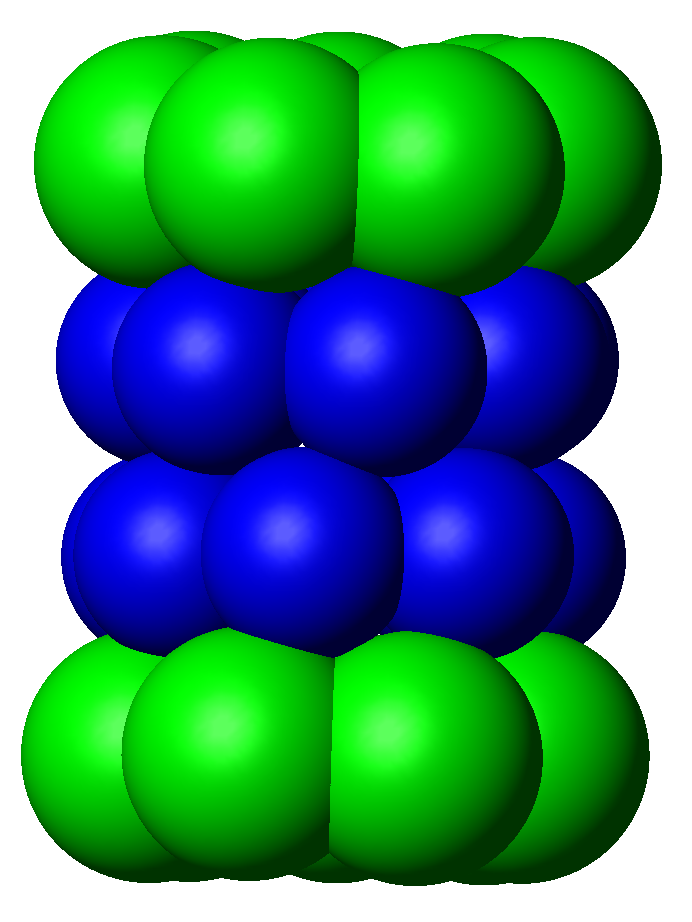
Diagrama esquematitzat d la partícula 20S d'un proteosoma en vista lateral. Les subunitats α, que es mostren en color verd, formen els dos anells externs; les subunitats β, en color blau, formen els dos anells interns.

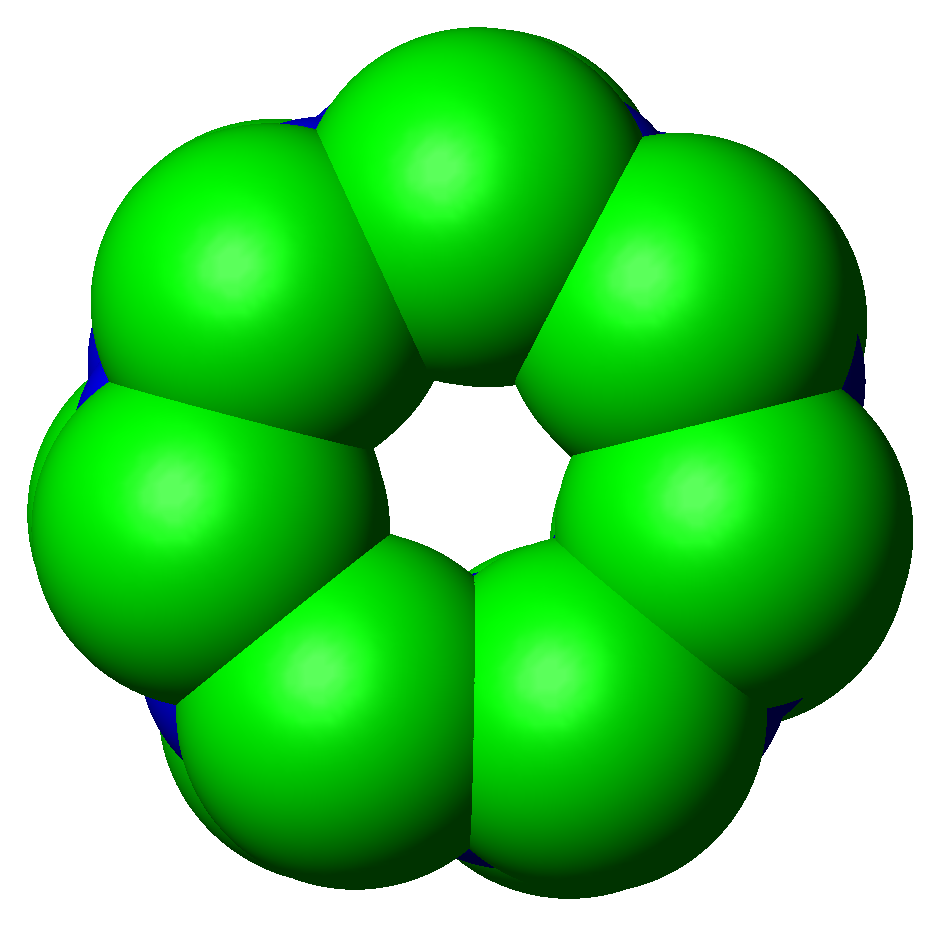
Vista superior del mateix esquema, que il·lustra la simetria heptàmera dels anells.

Sovint es fa referència als subcomponents del proteasoma a partir del seu coeficient de sedimentació Svedberg (identificat per S). La forma més comuna de proteasoma és la 26S, que té una massa molecular aproximada de 2.000 kilodalton (kDa) i està formada per una partícula nuclear de 20S i dues estructures 19S de funció reguladora. El nucli té una cavitat en la qual s'encaixen les proteïnes que han de ser degradades i dues obertures als extrems que els permeten l'accés. Cadascun dels extrems de la partícula nuclear està associat a una subunitat reguladora 19S que conté múltiples centres actius d'activitat ATPasa i punts d'unió a la ubiquitina. Aquesta estructura és la responsable del reconeixement de les proteïnes poliubiquitinades i de la seva transferència al centre catalític. Existeix una forma alternativa de la subunitat reguladora anomenada partícula 11S que es pot associar amb el nucli d'una manera similar a la de la partícula 19S. Aquesta partícula 11S participa en la degradació de pèptids aliens com aquells que es produeixen durant la infecció per un virus.

### La partícula nuclear 20S
El nombre i la diversitat de subunitats que formen aquesta partícula depèn de l'organisme. És més gran als organismes pluricel·lulars que als unicel·lulars i també major als eucariotes si es compara amb els procariotes.
Totes les partícules 20S estan formades per quatre estructures heptàmeres en forma d'anell que se situen apilades una sobre l'altra. Aquestes estructures estan formades, al seu torn, per dos tipus de subunitats: les subunitats α, de tipus estructural, i les subunitats β, de funció principalment catalítica. Els dos anells exteriors contenen cadascun set subunitats α i serveixen com a punts d'ancoratge per a les partícules reguladores. L'extrem N-terminal de les subunitats α formen una porta que bloqueja l'accés no regulat a l'interior de la cavitat de la partícula. Els dos anells interiors estan formats per set subunitats β i contenen el centre actiu de la proteasa, encarregat de les reaccions proteolítiques.
La mida del proteosoma és de 150 angstroms (Å) per 115 Å i està prou conservada als diferents organismes. La cavitat interior té una amplada màxima de 53 Å i l'entrada és més estreta, fins de 13 Å. Això suggereix que les proteïnes substrat han d'estar parcialment desplegades per poder accedir-hi.
Als arqueus, per exemple Thermoplasma acidophilum, totes les subunitats α i totes les β són idèntiques. Els proteosomes eucariòtics, com ara els dels llevats, contenen set tipus diferents de cada subunitat. Als mamífers les subunitats β1, β2 i β5 tenen funció catalítica i tot i que comparteixen un mecanisme comú, tenen tres tipus diferents d'especificitat de substrat, anomenats tipus quimotripsina, tipus tripsina i peptidil-glutamil pèptid-hidrolitzant (PHGH). Les formes alternatives de la subunitat β anomenades β1i, β2i i β5i poden ser expressades a les cèl·lules hemopoiètiques en resposta a l'exposició a senyals pre-inflamació com ara citocines, en particular l'interferó gamma. El proteasoma que es forma per l'ensamblatge d'aquestes subunitats alternatives es coneix amb el nom d'immunoproteasoma i presenta una especificitat de substrat alterada en comparació al proteasoma normal.

### La partícula reguladora 19S
Està formada per un conjunt de 19 subunitats (en eucariotes) i reconeix les proteïnes diana marcades amb poliubiquitina, allibera la marca de ubiquitina, catalitza el desplegament de la proteïna diana, obre l'anell de subunitats α i transfereix la proteïna a l'interior del nucli 20S per ser degradada. Les subunitats que la formen poden tenir capacitat ATPasa (Rpt; regulatory particle of triple-ATPase) o no tenir-ne (Rpn; regulatory particle non-ATPase) que es troben repartits entre dos subcomplexes: 9 subunitats a la tapa (lid) de i 10 a la base. El lid té punts d'unió pels substrats poliubiquitinitzats i també presenta activitat deubiquitinadora per alliberar la marca d'ubiquitina (que pot ser reciclada), permetent així la degradació de la proteïna.

### Altres partícules reguladores
A part de la partícula reguladora 19S, existeixen altres complexos reguladors que s'uneixen al nucli catalític 20S com el regulador PA28 o la proteïna PA200. Estan implicades en processament d'antígens del Complex d'histocompatibilitat principal de classe I, regulació del cicle cel·lular, apoptosis, reparació del DNA i estabilització de la cromatina.

## Ubiquitinació

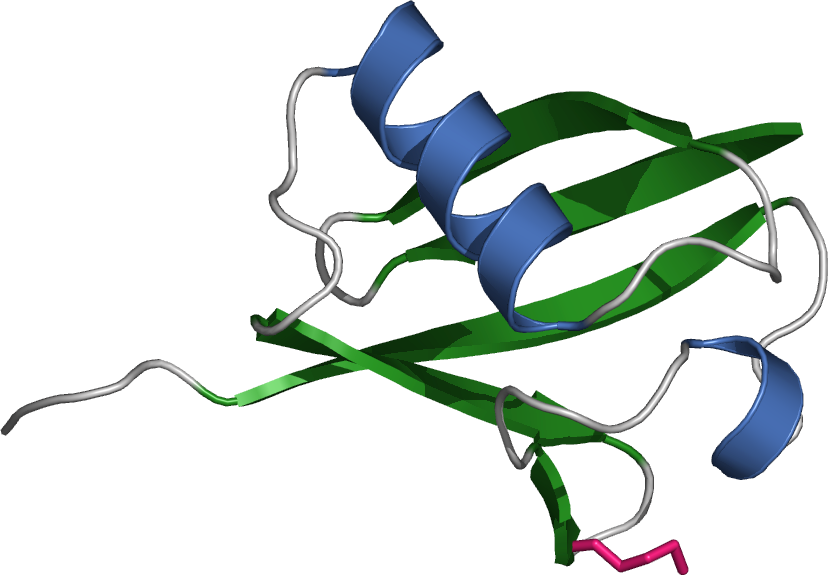
Dibuix representatiu d'una molècula d'ubiquitina, que pot unir-se a altres a través dels residus de lisina

La ubiquitinació és una modificació post-traduccional que pateixen moltes proteïnes. Consisteix en una unió per enllaç covalent a una o més molècules d'ubiquitina a una proteïna (substrat). Aquest procés és dut a terme per un complex enzimàtic compost per tres enzims: E1 (enzim activador d'ubiquitina), E2 (enzim conjugador d'ubiquitina) i E3 (ligasa d'ubiquitina). L'acció del sistema enzimàtic format per E1, E2 i E3 és altament específica i coordinada. Primer E1 activa la ubiquitina gastant energia en forma d'ATP, E2 s'hi conjuga temporalment fins que E3 lliga la ubiquitina al substrat (la proteïna). La poliubiquitinació es dona per la unió de molècules d'ubiquitina successivament als residus de lisina de la ubiquitina que ja es troba ancorada al substrat. Les unions entre ubiquitines poden variar segons els residus de lisina als quals s'uneixi. Hi ha 7 tipus d'unió: K6, K11, K27, K29, K33, K48 i K63.
La determinació de quan les proteïnes són ubiquitinades depèn de certes característiques. La vida mitjana d'una proteïna està estretament lligada amb el tipus de residu amino terminal. Residus desestabilitzadors com l'arginina o la leucina afavoreixen una ubiquitinació ràpida, al contrari que amb residus estabilitzadors com la prolina o la metionina.
Altres senyals que identifiquen proteïnes a ser degradades són les caixes de destrucció de ciclina (seqüències d'aminoàcids que marquen proteïnes de cicle cel·lular) i les seqüències PEST (que contenen la seqüència d'aminoàcids prolina, àcid glutàmic, serina i treonina). Els E3 actuen com a lectors dels residus N-terminal específicament. La diversitat de proteïnes a ser degradades requereixen un nombre elevat d'E3.
La ubiquitinació és un procés reversible per part d'un altre grup d'enzims deubiquitinases, que trenquen els enllaços isopeptídics entre una molècula d'ubiquitina i la que està ancorada a aquesta. La funció principal de la ubiquitinació és la de marcar proteïnes per ser degradades pel proteasoma (unió K48), però s'ha observat que també està implicada en la regulació de processos cel·lulars tals com control de localització subcel·lular, expressió gènica, reparació de DNA, cascades de senyalització, endocitosi i tràfic intracel·lular

### Regulació de l'activitat proteasomal
L'activitat del proteasoma és regulada a diversos nivells. Per una banda, depèn de l'expressió de les subunitats que la formen, i per l'altre, depèn de la seva localització intracel·lular, ja que algunes subunitats presenten un senyal de localització nuclear (NLS; nuclear localization signal). A més, moltes de les subunitats pateixen modificacions post-traduccionals (fosforilació, N-acetilació, meristoilació, glicosilació i processat N-terminal), que afecten a la regulació de l'activitat proteasomal.

## Inhibidors del proteasoma com a agents terapèutics
Un funcionament anòmal del proteasoma està associat amb múltiples patologies degeneratives neuronals i musculars, inflamatòries i immunitàries, càncer, fibrosis i diabetis mellitus tipus 2. Alguns components de les partícules 19S participen en sistemes reguladors. Proteïnes oncogèniques com la Gankyrin s'uneixen a la ciclina dependent de la cinasa CDK4. Són antiapoptòsiques i s'ha demostrat que es troben en excés en cèl·lules tumorals com les del carcinoma hepatocel·lular. Alguns estats patològics es produeixen com a conseqüència d'alteracions en els mecanismes cel·lulars que degraden proteïnes activadores de la mitosi i que en alguns casos desenvolupen tumors. Per contra, una proteòlisi massa ràpida de proteïnes supressores de tumors també podria comportar la formació de neoplàsies.
Bortezomib és un fàrmac inhibidor del proteasoma també conegut com a LDP-341 i nom comercial Velcade ® s'utilitza en el tractament del mieloma múltiple de cèl·lules plasmàtiques, en el qual s'ha observat un augment del nivell de proteasoma en el plasma sanguini. Entre altres efectes, impedeix que el proteasoma no degradi les ciclines i inhibeix així el funcionament del cicle cel·lular detenint la mitosi de les cèl·lules tumorals. Estudis en animals indicarien que Bortezomib podria tenir un efecte clínic significatiu en el càncer pancreàtic. També s'ha començat a investigar l'efectivitat en càncers relacionats amb limfòcits B, especialment alguns tipus de Limfomes No-Hodgkins. Ritonavir (Norvir ®) és un antiretroviral del grup dels inhibidors de la proteasa i és utilitzat en la teràpia recombinant antiretroviral en pacients amb infecció per VIH. En diversos estudis s'ha demostrat que té també un efecte inhibidor del proteasoma. Utilitzat en la teràpia del càncer d'ovari indueix l'apoptosi de les cèl·lules tumorals. Els inhibidors proteasòmics també han mostrat certa utilitat en el tractament de malalties autoimmunes, en estudis en animals i en malalties com la psoriasi.
El marcatge i la inhibició del proteasoma és d'interès en el laboratori, tant per a estudis in vivo o in vitro de l'activitat proteasoma cel·lular. L'inhibidor proteasoma més usat és la Lactacystin, un producte natural sintetitzat pel bacteri Streptomyces. S'han desenvolupat artificialment inhibidors proteasòmics fluorescents per poder marcar específicament les zones actives del proteasoma armat.

### Parkinson
En la malaltia de Parkinson una proteïna mutada anomenada Parkin és l'enzim E3 del sistema d'ubiqüitinació, que regula les proteïnes del cicle cel·lular (com ciclina E). L'acumulació de Parkinson porta a l'acumulació de ciclina E i això porta a la mort neuronal per apoptosi.